# پایانه بزرگ همدان

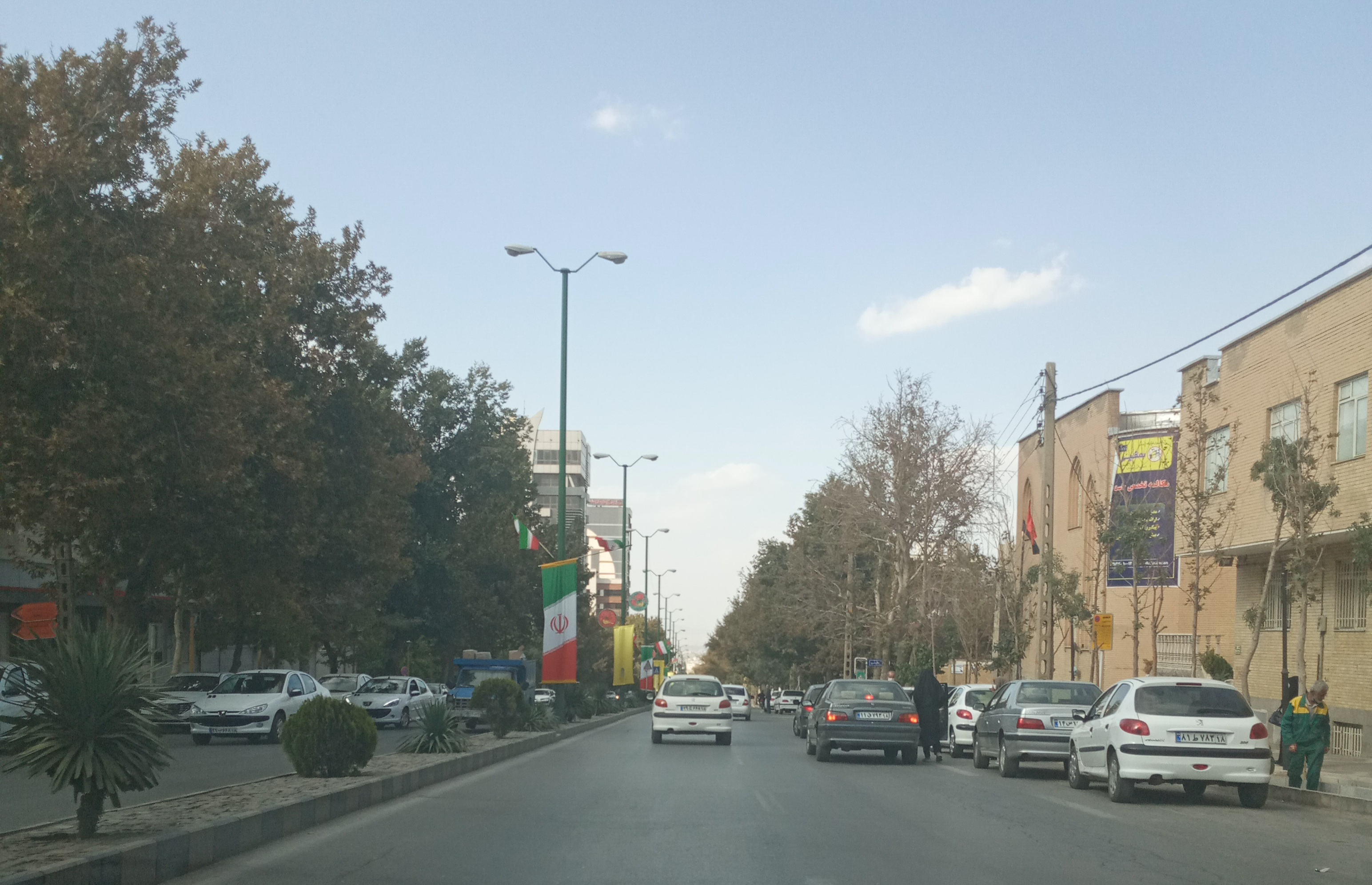
پایانه بزرگ همدان

پایانه بزرگ همدان در میدان عاشورا در شهر همدان واقع شده‌است. این پایانه دارای مساحتی معادل ۲۴۰۰۰ مترمربع است. سرویس‌دهی این پایانه به تمام نقاط کشور درون استانی و برون استانی است.
تعاونی‌های سفرپیما، خوش سفرالوند، فجرمهاجر، الوندسیراکباتان، آریاسفر، سیروسفر، جوان سیر ایثار، رویال سفر ایرانیان، الوند، همسفر ستاره الوند و بوعلی در این پایانه، دفتر دارند.